# Poolse Academie van Wetenschappen

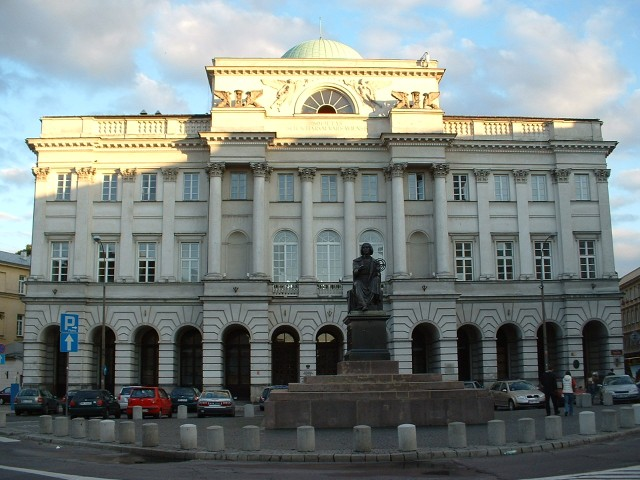
Het Staszicpaleis, de hoofdzetel van de academie

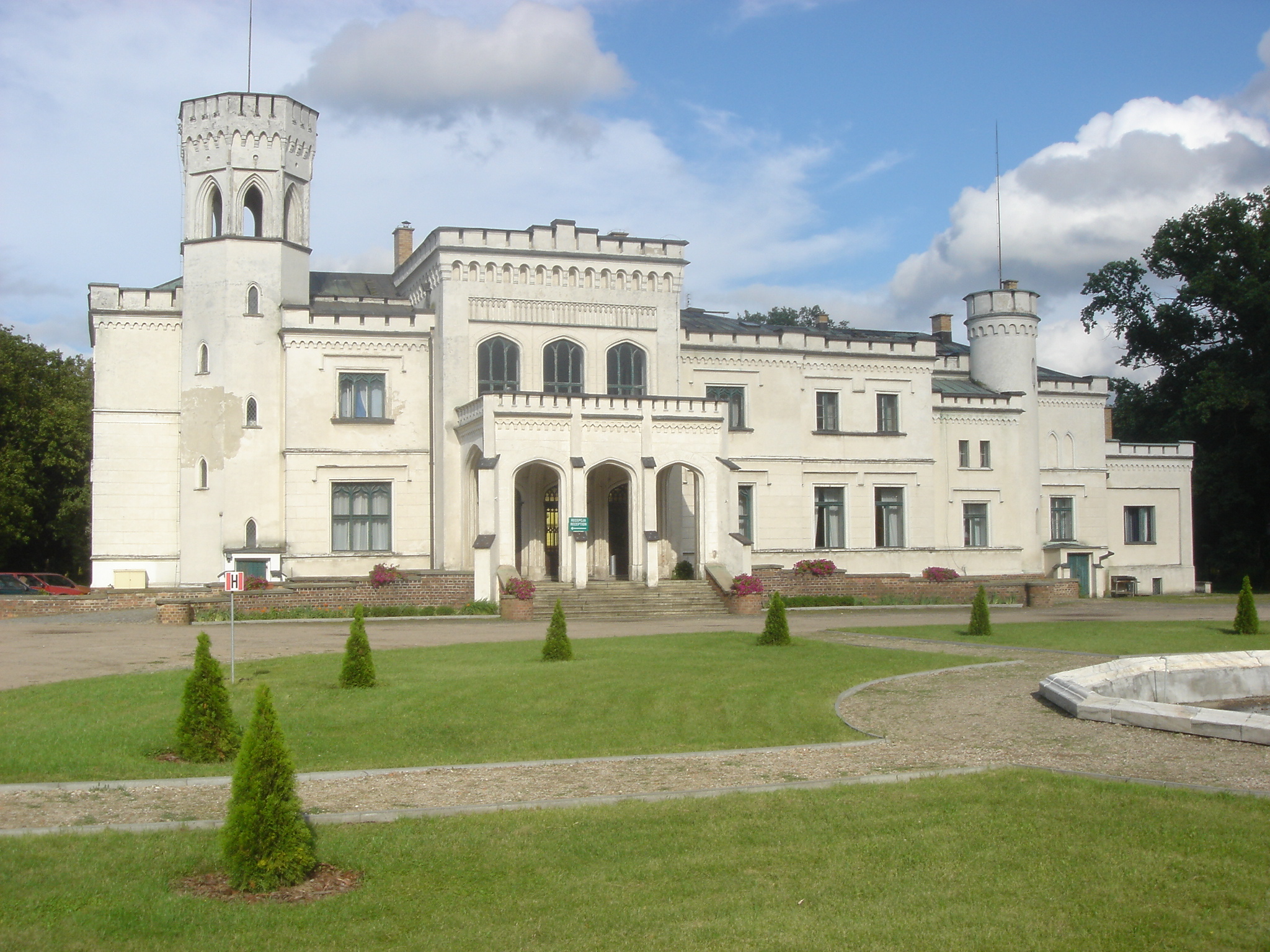
Będlewo: conferentiecentrum van het wiskundig instituut van de Poolse Academie van Wetenschappen

De Poolse Academie van Wetenschappen  (Pools: Polska Akademia Nauk, afgekort tot PAN) is een van de twee Poolse instellingen die de status van een academie van wetenschappen heeft. Ze is gevestigd in Warschau. De academie functioneert als een genootschap van wetenschappers die middels coöptatie nieuwe mensen en researchinstituten opnemen en is een belangrijk wetenschappelijk adviesorgaan van de Poolse regering. 

## Geschiedenis
De Poolse Academie van Wetenschappen werd in 1952 opgericht door de fusie van eerdere wetenschappelijke genootschappen, waaronder de Poolse Academie voor het Wetenschappelijk Onderwijs (Polska Akademia Umiejętności, afgekort tot PAU), met zetel in Krakau, en het Wetenschappelijk Genootschap van Warschau (Towarzystwo Naukowe Warszawskie), waarvan de voorloper omstreeks 1800 was opgericht. In 1989 hervatte de Poolse Academie voor het Wetenschappelijk Onderwijs, in Krakau, zijn zelfstandig bestaan, los van de Poolse Academie van Wetenschappen in Warschau. 
De latere romanschrijver Jerzy Kosiński werkte gedurende enige tijd bij de Poolse Academie van Wetenschappen. 
Poliqarp is een open source zoekmachine, oorspronkelijk ontworpen voor het zoeken in de Poolse werken gemaakt aan het Instituut voor Informatica van de Poolse Academie van Wetenschappen.

## Bekende leden
- Tomasz Dietl, natuurkundige
- Maria Janion, wetenschapper, criticus en literatuurcriticus
- Zbigniew Jedliński, scheikundige
- Leszek Kołakowski, filosoof
- Halszka Osmólska, paleontologe
- Bohdan Paczynski, astrofysicus
- Andrzej Schinzel, wiskundige
- Andrzej Trautman, natuurkundige
- Aleksander Wolszczan, astronoom

## Buitenlandse leden
- Aage Niels Bohr, natuurkundige
- Jean Bourgain, wiskundige
- Karl Alexander Müller, natuurkundige
- Roger Penrose, wiskundige
- Carlo Rubbia, natuurkundige
- Chen Ning Yang, natuurkundige
- George Zarnecki, kunstgeschiedkundige

## Periodieken
- Acta Palaeontologica Polonica
- Acta Ornithologica
- Acta Arithmetica
- Colloquium Mathematicum
- Fundamenta Mathematicae